# Monkey Island 2: LeChuck's Revenge
Monkey Island 2: LeChuck's Revenge är ett peka-och-klicka-äventyr av LucasArts från 1991. Spelet är den andra delen i en serie kallad Monkey Island.

## Handling
När spelet börjar är Guybrush Threepwood fullastad med pengar och guld och håller på att berätta om sitt första äventyr för två måttligt intresserade pirater. Guybrush tvingas inse att han inte kan leva på gamla meriter, särskilt som många andra tar åt sig äran eller förvränger historien. Istället börjar han söka efter den största skatten av dem alla: 'Big Whoop'. Problemet är bara att Guybrush inte har en aning om vare sig vad eller var denna skatt är och dessutom återvänder LeChuck, elakare och ruttnare än någonsin.

## Versioner
- Amiga: 32 färger, wav-musik.
- Macintosh: 256 färger, kantutjämning och wav-musik.
- MS-DOS: 256 färger, midimusik.

### Special edition
Monkey Island 2 Special Edition: LeChuck’s Revenge är en remake av Monkey Island 2: LeChuck's Revenge för Windows, Xbox Live Arcade, Playstation 3, iPhone och iPod Touch, utvecklad av LucasArts och släpptes sommaren 2010. Likt Special Edition för The Secret of Monkey Island så har även denna förutom bättre grafik och nyinspelad orkestermusik (istället för bland annat midi som var på MS-DOS-versionen), även lästa repliker och hjälpfunktion för att underlätta spelet. Man kan skifta mellan gamla och nya versionen när som helst under spelets gång.